# برگهایم (اتریش)
برگهایم (به آلمانی: Bergheim) یک منطقهٔ مسکونی در اتریش است که در ناحیه زالتسبورگ-اومگه‌بونگ واقع شده‌است. برگهایم ۱۵٫۲ کیلومتر مربع مساحت دارد ۴۳۵ متر بالاتر از سطح دریا واقع شده‌است.